# Okręg wyborczy Salford West
Okręg wyborczy Salford West powstał w 1885 r. i wysyłał do brytyjskiej Izby Gmin jednego deputowanego. Okręg obejmował zachodnią część miasta Salford w Greater Manchester. Został zlikwidowany w 1983 r.

## Deputowani do brytyjskiej Izby Gmin z okręgu Salford West
- 1885–1886: Benjamin Armitage
- 1886–1906: Lees Knowles, Partia Konserwatywna
- 1906–1918: George Agnew
- 1918–1923: Frederick Astbury, Partia Konserwatywna
- 1923–1924: Alexander Haycock, Partia Pracy
- 1924–1929: Frederick Astbury, Partia Konserwatywna
- 1929–1931: Alexander Haycock, Partia Pracy
- 1931–1935: Frederick Astbury, Partia Konserwatywna
- 1935–1945: James Emery, Partia Konserwatywna
- 1945–1964: Charles Royle, Partia Pracy
- 1964–1983: Stanley Orme, Partia Pracy